# Aldergrove
Aldergrove är en del av en befolkad plats i Kanada.   Den ligger i provinsen British Columbia, i den södra delen av landet, 3 500 km väster om huvudstaden Ottawa. Aldergrove ligger 102 meter över havet och antalet invånare är 12 363.
Terrängen runt Aldergrove är platt. Runt Aldergrove är det tätbefolkat, med 331 invånare per kvadratkilometer.. Närmaste större samhälle är Langley, 8,8 km väster om Aldergrove.
Omgivningarna runt Aldergrove är en mosaik av jordbruksmark och naturlig växtlighet.